# Городские населённые пункты Кемеровской области
Кемеровская область включает 43 городских населённых пункта, в том числе:
- 20 городов.
- 23 посёлка городского типа (рабочих посёлка).

## Города
Среди 20 городов выделяются:
- 19 городов областного подчинения (в списке выделены оранжевым цветом), из них в рамках организации местного самоуправления: 
  - 15 городов образуют (входят в) городские округа,
  - 3 города (Гурьевск, Мариинск, Топки) входят в муниципальные округа,
  - 1 города (Мариинск, Таштагол) входят в муниципальные районы;
- 1 город районного подчинения (Салаир), подчинённый городу областного подчинения (Гурьевску) как центру Гурьевского района, — в рамках организации местного самоуправления входит в муниципальный округ.

| №  | название          | район / город областного подчинения | мун.район / гор./мун. округ | население (чел.) | основание / первое упоминание | статус города | герб |
| -- | ----------------- | ----------------------------------- | --------------------------- | ---------------- | ----------------------------- | ------------- | ---- |
| 1  | Анжеро-Судженск   | Анжеро-Судженск                     | Анжеро-Судженский гор.округ | ↘63 942          | 1897                          | 1931          |      |
| 2  | Белово            | Белово                              | Беловский гор.округ         | ↘66 862          | 1726                          | 1938          |      |
| 3  | Берёзовский       | Берёзовский                         | Берёзовский гор.округ       | ↘43 254          | 1949                          | 1965          |      |
| 4  | Гурьевск          | Гурьевск                            | Гурьевский мун.округ        | ↘21 487          | 1816                          | 1938          |      |
| 5  | Калтан            | Калтан                              | Калтанский гор.округ        | ↘20 724          | 1946                          | 1959          |      |
| 6  | Кемерово          | Кемерово                            | Кемеровский, гор.округ      | ↘542 928         | 1701                          | 1918          |      |
| 7  | Киселёвск         | Киселёвск                           | Киселёвский гор.округ       | ↘80 115          | 1917                          | 1936          |      |
| 8  | Ленинск-Кузнецкий | Ленинск-Кузнецкий                   | Ленинск-Кузнецкий гор.округ | ↘88 171          | 1763                          | 1925          |      |
| 9  | Мариинск          | Мариинск                            | Мариинский мун.округ        | ↘39 883          | 1698                          | 1856          |      |
| 10 | Междуреченск      | Междуреченск                        | Междуреченский гор.округ    | ↘94 435          | 1946                          | 1955          |      |
| 11 | Мыски             | Мыски                               | Мысковский гор.округ        | ↘38 720          | 1826                          | 1956          |      |
| 12 | Новокузнецк       | Новокузнецк                         | Новокузнецкий, гор.округ    | ↘528 747         | 1618                          | 1622          |      |
| 13 | Осинники          | Осинники                            | Осинниковский гор.округ     | ↘38 740          | 1926                          | 1938          |      |
| 14 | Полысаево         | Полысаево                           | Полысаевский гор.округ      | ↘25 177          | 1940                          | 1989          |      |
| 15 | Прокопьевск       | Прокопьевск                         | Прокопьевский гор.округ     | ↘170 429         | 1650                          | 1931          |      |
| 16 | Салаир            | Гурьевск                            | Гурьевский мун.округ        | ↘6747            | 1626                          | 1941          |      |
| 17 | Тайга             | Тайга                               | Тайгинский гор.округ        | ↘21 717          | 1896                          | 1911          |      |
| 18 | Таштагол          | Таштагол                            | Таштагольский мун.район     | ↘21 209          | 1939                          | 1963          |      |
| 19 | Топки             | Топки                               | Топкинский мун.округ        | ↘26 648          | 1914                          | 1933          |      |
| 20 | Юрга              | Юрга                                | Юргинский гор.округ         | ↘77 092          | 1886                          | 1949          |      |

## Посёлки городского типа
Среди 23 посёлков городского типа выделяются:
- 1 посёлок городского типа областного подчинения (Краснобродский) — в списке выделен оранжевым цветом) — в рамках организации местного самоуправления образует городской округ,
- 5 посёлков городского типа в подчинении у города областного подчинения (в списке  выделены серым цветом) — в рамках организации местного самоуправления входят в соответствующие городские округа,
- 17 посёлков городского типа районного подчинения (входят в районы), из них в рамках организации местного самоуправления:
  - 5 пгт входят в соответствующие муниципальные районы,
  - 12 пгт входят муниципальные округа.

| №  | название       | район / город/пгт областного подчинения | мун.район / городской/мун. округ | население (чел.) |
| -- | -------------- | --------------------------------------- | -------------------------------- | ---------------- |
| 1  | Бачатский      | Белово                                  | Беловский ГО                     | ↘12 729          |
| 2  | Белогорск      | Тисульский район                        | Тисульский мун.округ             | ↘2287            |
| 3  | Верх-Чебула    | Чебулинский район                       | Чебулинский мун.округ            | ↗5309            |
| 4  | Грамотеино     | Белово                                  | Беловский ГО                     | ↘11 217          |
| 5  | Зеленогорский  | Крапивинский район                      | Крапивинский мун.округ           | ↘4612            |
| 6  | Ижморский      | Ижморский район                         | Ижморский мун.округ              | ↗4789            |
| 7  | Инской         | Белово                                  | Беловский ГО                     | ↗12 499          |
| 8  | Итатский       | Тяжинский район                         | Тяжинский мун.округ              | ↘2632            |
| 9  | Каз            | Таштагольский район                     | Таштагольский мун.район          | ↗4254            |
| 10 | Комсомольск    | Тисульский район                        | Тисульский мун.округ             | ↘1593            |
| 11 | Крапивинский   | Крапивинский район                      | Крапивинский мун.округ           | ↗7437            |
| 12 | Краснобродский | Краснобродский, пгт                     | Краснобродский ГО                | ↘11 406          |
| 13 | Мундыбаш       | Таштагольский район                     | Таштагольский мун.район          | ↘4188            |
| 14 | Новый Городок  | Белово                                  | Беловский ГО                     | ↘14 691          |
| 15 | Промышленная   | Промышленновский район                  | Промышленновский мун.округ       | ↘19 278          |
| 16 | Рудничный      | Анжеро-Судженск                         | Анжеро-Судженский ГО             | ↘3446            |
| 17 | Спасск         | Таштагольский район                     | Таштагольский мун.район          | ↘1569            |
| 18 | Темиртау       | Таштагольский район                     | Таштагольский мун.район          | ↗3716            |
| 19 | Тисуль         | Тисульский район                        | Тисульский мун.округ             | ↗8153            |
| 20 | Тяжинский      | Тяжинский район                         | Тяжинский мун.округ              | ↘9658            |
| 21 | Шерегеш        | Таштагольский район                     | Таштагольский мун.район          | ↗9911            |
| 22 | Яшкино         | Яшкинский район                         | Яшкинский мун.округ              | ↘12 957          |
| 23 | Яя             | Яйский район                            | Яйский мун.округ                 | ↘9273            |